# Lucía (film)
Lucía är en kubansk dramafilm från 1968, skriven och regisserad av Humberto Solás, med Raquel Revuelta, Eslinda Núñez och Adela Legrá i huvudrollerna.
Lucía vann 1969 guldpriset samt FIPRESCI-priset vid Moskvas internationella filmfestival.

## Handling
Filmen följer tre kvinnor med namnet Lucía under olika perioder i kubansk historia (kubanska självständighetskriget, 1930-talet under Gerardo Machados regim och 1960-talet).

## Rollista (i urval)
| Raquel Revuelta     | – Lucía (självständighetskriget) |
| Eslinda Núñez       | – Lucía (1930-tal)               |
| Adela Legrá         | – Lucía (1960-tal)               |
| Ramón Brito         | – Aldo                           |
| Eduardo Moure       | – Rafael                         |
| Adolfo Llauradó     | – Tomas                          |
| Idalia Anreus       | – Fernandina                     |
| Hermina Sánchez     | – Rafaela                        |
| Silvia Planas       | – doña Fidelina                  |
| Flora Lauten        | – Flora                          |
| Rogelio Blaín       | – Antonio                        |
| María Elena Molinet | – Lucías mor (1930-tal)          |
| Flavio Calderín     | – Flavio                         |
| Teté Vergara        | – Angelina                       |
| Aramís Delgado      | – läraren från Havanna           |